# Deer River (Dog River)
Der Deer River („deer“ englisch für Hirsch) ist ein etwa 263 km langer rechter Nebenfluss des Dog River in der kanadischen Provinz Manitoba.

## Verlauf
Der Deer River entsteht als Abfluss der Deer Lakes 10 km östlich der Mündung des Little Churchill River. Der Deer River fließt anfangs in östlicher Richtung. Nach Erreichen der Hudson Bay-Niederung wendet sich der Fluss nach Norden. Die Bahnlinie nach Churchill verläuft östlich des Flusslaufs. Die Bahnstation M’Clintock liegt am Fluss. Der Dog River verläuft westlich des Deer River ebenfalls in nördlicher Richtung. Der Deer River mündet schließlich 40 km südlich von Churchill in den Dog River, 2,5 km vor dessen Mündung in einen rechten Seitenarm des Churchill River.

## Hydrologie
62 km oberhalb der Mündung wurde zwischen 1978 und 2023 der Abfluss gemessen. Der mittlere Abfluss betrug für diesen Zeitraum 15,6 m³/s. Die größten mittleren monatlichen Abflüsse traten im Mai mit 50,2 m³/s und im Juni mit 39 m³/s auf.